# Eiji Gaya
Eiji Gaya (jap. 賀谷 英司, Gaya Eiji; * 8. Februar 1969 in Hokkaidō) ist ein ehemaliger japanischer Fußballspieler.

## Karriere
Gaya erlernte das Fußballspielen in der Schulmannschaft der Noboribetsu Otani High School. Seinen ersten Vertrag unterschrieb er 1987 bei Sumitomo Metal. Der Verein spielte in der höchsten Liga des Landes, der Japan Soccer League. 1987 erreichte er das Finale des JSL Cup. Mit Gründung der Profiliga J.League 1992 und der damit verbundenen Neuorganisation des japanischen Fußballs wurde Sumitomo Metal zu den Kashima Antlers. 1993 erreichte er das Finale des J.League Cup und Kaiserpokal. Mit dem Verein wurde er 1996 japanischer Meister. Für den Verein absolvierte er 104 Spiele. 1997 wechselte er zum Ligakonkurrenten Yokohama Marinos. Für den Verein absolvierte er 26 Erstligaspiele. 1998 wechselte er zum Ligakonkurrenten Kyoto Purple Sanga. 2000 wechselte er zum Zweitligisten Vegalta Sendai. 2001 wurde er mit dem Verein Vizemeister der J2 League. Für den Verein absolvierte er 64 Spiele. Ende 2001 beendete er seine Karriere als Fußballspieler.

## Erfolge
Kashima Antlers
- J1 League

Meister: 1996
Vizemeister: 1993
- JSL Cup

Finalist: 1987
- Kaiserpokal

Finalist: 1993